# Vyšetřovatel
Vyšetřovatel byl jedním z orgánů činných v trestním řízení, který prováděl vyšetřování. V jeho rámci byl zásadně samostatný, což se odrazilo i v předpokladech pro jmenování do této funkce. Mohl jím být jen policista, který dosáhl věku 24 let a získal vysokoškolské vzdělání v oblasti práva. Jmenován byl ministrem vnitra a zařazen byl do útvarů vyšetřování, které byly přímo podřízené ministerstvu vnitra. Odlišnou funkcí byl dříve také vyšetřovatel prokuratury, jemuž dnes odpovídá státní zástupce.
Instituce vyšetřovatele byla odstraněna k 1. lednu 2002 zásadní novelou trestního řádu č. 265/2001 Sb. a poté již existuje jen jednotný policejní orgán, který je vázán pokyny státního zástupce.